# يواكيم بيرغ
يواكيم بيرغ (بالسويدية: Herbert Joakim Berg)‏ هو كاتب أغاني ومغني وملحن سويدي، ولد في 16 مارس 1970 في إسكيلستونا في السويد.

## وصلات خارجية
- يواكيم بيرغ على موقع IMDb (الإنجليزية)
- يواكيم بيرغ على موقع ميوزك برينز (الإنجليزية)
- يواكيم بيرغ على موقع قاعدة بيانات الأفلام السويدية (السويدية)
- يواكيم بيرغ على موقع أول ميوزيك (الإنجليزية)
- يواكيم بيرغ على موقع ديسكوغز (الإنجليزية)
- يواكيم بيرغ على موقع قاعدة بيانات الفيلم (الإنجليزية)